# Ursoaia, Buzău
Ursoaia este un sat în comuna Viperești din județul Buzău, Muntenia, România. Se află în Subcarpații de Curbură, pe valea Buzăului.